# Томіяутекутлі
Томіяутекутлі (науатль Tomiyauhtecuhtli, дос. «володар наших колосків» або «наш володар кукурудзяної китиці») — в ацтекській міфології, помічник Тлалока; один із чотирьох тлалоке, відповідальних за розподіл дощу на землі.
Його ім'я пов'язане із однойменною горою, поблизу озер Халко та Сохімілько.